# Estranyeta
Les estranyetes (en anglès strangelets) són hipotètiques partícules subatòmiques compostes de petites acumulacions de quarks s. Una descripció equivalent és que una estranyeta és un petit fragment de matèria estranya, prou petit per ser considerat una partícula. La mida d'un objecte compost per matèria estranya podria, teòricament, variar des d'uns quants femtòmetres de diàmetre (com la mida d'un nucli lleuger) fins a arbitràriament grans. Una vegada que la mida esdevé macroscòpica (de l'ordre de metres de diàmetre), aquest objecte s'anomena estrella estranya. En aquest cas, es podrien produir en una Kilonova, en la qual dues estrelles de neutrons o una estrella de neutrons i un forat negre col·lideixen i són alliberats dels nuclis de les estrelles de neutrons. El terme "strangelet" el van proposar Edward Farhi i Robert Jaffe el 1984. Els strangelets poden convertir la matèria en matèria estranya per contacte. S'han suggerit els strangelets com a candidats a la matèria fosca.

## Possibilitat teòrica

### Hipòtesi de la matèria estranya
Les partícules conegudes amb quarks estranys són inestables. Com que el quark estrany és més pesat que els quarks u i d, pot decaure espontàniament, mitjançant la interacció feble, en un quark d. En conseqüència, les partícules que contenen quarks estranys, com la partícula Lambda, sempre perden la seva estranyesa, en desintegrar-se en partícules més lleugeres que contenen només quarks d i s.
Tanmateix, els estats condensats amb un nombre més gran de quarks poden no patir aquesta inestabilitat. Aquesta possible estabilitat contra el decaïment és la hipòtesi de la matèria estranya, proposada per separat per Arnold Bodmer i Edward Witten. Segons aquesta hipòtesi, quan es concentra un nombre prou gran de quarks junts, l'estat d'energia més baix és aquell que té un nombre aproximadament igual de quarks u, d i estranys, és a dir, una estranyeta. Aquesta estabilitat es produiria a causa del principi d'exclusió de Pauli; tenir tres tipus de quarks, en lloc de dos com en la matèria nuclear normal, permet col·locar més quarks en nivells d'energia més baixos.

### Relació amb els nuclis atòmics
Un nucli atòmic és una col·lecció d'un gran nombre de quarks u i d, confinats en triplets (protons i neutrons). Segons la hipòtesi de la matèria estranya, aquesta seria més estable que la matèria normal, de manera que s'espera que els nuclis decaiguin en estranyetes. Però aquest procés pot ser extremadament lent perquè hi ha una gran barrera energètica per superar: a mesura que la interacció feble comença a convertir un nucli en un strangelet, els primers quarks estranys formen barions estranys, com el Lambda, que són més pesants que els protons i neutrons. Només si es produeixen moltes conversions gairebé simultàniament, el nombre de quarks estranys arribarà a la proporció crítica necessària per aconseguir un estat d'energia més baix. És molt poc probable que això passi, de manera que, fins i tot si la hipòtesi de la matèria estranya fos correcta, mai es veuria que els nuclis decauen en estranyetes perquè la seva vida útil seria més llarga que l'edat de l'univers.

### Mida
L'estabilitat de les estranyetes depèn de la seva mida. Això es deu a (a) la tensió superficial a la interfície entre la matèria dels quarks i el buit (que afecta les estranyetes petites més que les grans) i (b) l'apantallament de les càrregues elèctriques, que permet neutralitzar la càrrega d'una estranyeta petita amb un núvol d'electrons/positrons al seu voltant, però que requereix grans estranyetes, com qualsevol peça de matèria gran, ser elèctricament neutres al seu interior. La distància d'apantallament de càrrega tendeix a ser de l'ordre d'uns quants femtòmetres, de manera que només els pocs femtòmetres exteriors d'una estranyeta poden portar càrrega.
Es desconeix la tensió superficial de la matèria estranya. Si és més petita que un valor crític (uns quants MeV per femtòmetre quadrat), aleshores les estranyetes grans són inestables i tendiran a fissionar-se en estranys més petits (les estrelles estranyes encara estarien estabilitzades per la gravetat). Si és més gran que el valor crític, les estranyetes es tornen més estables a mesura que es fan més grans.

## Existència natural o artificial
Tot i que els nuclis atòmics no decauen en estranyetes, hi ha altres maneres de crear estranyetes, de manera que si la hipòtesi de la matèria estranya és correcta, hi hauria d'haver estranyetes a l'univers. Hi ha almenys tres maneres de crear-los a la natura:
- Cosmogònicament, és a dir, a l'univers primerenc quan es va produir la transició de fase de deconfinament de la QCD. És possible que es creessin estranyetes juntament amb els neutrons i protons que formen la matèria ordinària.

- Processos d'alta energia. L'univers està ple de partícules d'alta energia (raigs còsmics). És possible que quan xoquen entre si o amb estrelles de neutrons puguin proporcionar prou energia per superar la barrera energètica i crear estranyetes a partir de la matèria nuclear. Alguns van identificar esdeveniments de raigs còsmics exòtics, com el Price's event amb una relació càrrega-massa molt baixa, com a candidats estranyetes.[9]
- Impactes dels raigs còsmics. A més de les col·lisions frontals de raigs còsmics, els raigs còsmics d'alta energia que afecten l'atmosfera terrestre poden crear estranyetes.

Aquests escenaris ofereixen possibilitats per observar estranyes. Si hi ha estranys que volen per l'univers, de tant en tant una estranyeta hauria de colpejar la Terra, on apareixeria com un tipus exòtic de raig còsmic. Si es poden produir estranyes en col·lisions d'alta energia, llavors podrien ser produïts per col·lisionadors d'ions pesats.

### Producció en acceleradors
En acceleradors d'ions pesants com el Relativistic Heavy Ion Collider (RHIC), els nuclis xoquen a velocitats relativistes, creant quarks estranys i antiestranys que podria conduir a la producció de estranyetes. La signatura experimental d'una estranyeta seria una partícula amb una ràtio molt alta de massa a càrrega, la qual cosa faria que la seva trajectòria en un camp magnètic fos molt propera, però no del tot, a una recta. La col·laboració STAR ha buscat estranys produïts al RHIC, però no se'n va trobar cap. El Gran Col·lisionador d'Hadrons (LHC) és encara menys probable que produeixi estranyetes, però es planifiquen cerques per al detector ALICE.

### Detecció basada en l'espai
L'espectròmetre magnètic alfa (AMS), un instrument que està muntat a l'Estació Espacial Internacional, podria detectar estranyetes.

### Possible detecció sísmica
El maig de 2002, un grup d'investigadors de la Universitat Metodista del Sud va informar de la possibilitat que les estranyetes poguessin haver estat responsables dels esdeveniments sísmics registrats el 22 d'octubre i el 24 de novembre de 1993. Els autors es van retractar més tard de la seva afirmació, després de trobar que el rellotge d'una de les estacions sísmiques tenia un gran error durant el període rellevant.
S'ha suggerit que es creï el Sistema de Vigilància Internacional per verificar que el Tractat de Prohibició Completa dels Assajos Nuclears (CTBT) després de l'entrada en vigor pot ser útil com una mena d'observatori estrany utilitzant tota la Terra com a detector. L'IMS estarà dissenyat per detectar pertorbacions sísmiques anòmales de fins a 1 quilotona de TNT (4.2 TJ) alliberament d'energia o menys, i podria ser capaç de fer un seguiment de les estranyetes que passen per la Terra en temps real si s'aprofiten correctament.

### Impactes sobre els cossos del Sistema Solar
S'ha suggerit que estranyetes de massa subplanetària (és a dir, meteorits pesants) perforarien planetes i altres objectes del Sistema Solar, donant lloc a cràters d'impacte que mostren trets característics.

## Perills
Si la hipòtesi de la matèria estranya és correcta, i si existeix una estranyeta estable carregada negativament amb una tensió superficial més gran que el valor crític esmentat anteriorment, aleshores una estranyeta més gran seria més estable que una de més petita. Una especulació que ha resultat d'aquesta idea és que una estranyeta que entra en contacte amb un tros de matèria ordinària podria convertir la matèria ordinària en matèria estranya.
Això no és una preocupació per les estranyetes dels raigs còsmics perquè es produeixen lluny de la Terra i han tingut temps de decaure fins al seu estat fonamental, que la majoria dels models prediuen amb càrrega positiva, de manera que són repel·lits electrostàticament pels nuclis i rarament es fusionarien amb ells.D'altra banda, les col·lisions d'alta energia podrien produir estats estranys carregats negativament, que podrien viure el temps suficient per interactuar amb els nuclis de la matèria ordinària.
El perill de conversió catalitzada per estranyetes produïts en col·lisionadors d'ions pesats ha rebut certa atenció als mitjans, i es van plantejar inquietuds d'aquest tipusal començament de l'experiment RHIC al Brookhaven National Laboratory, que podria haver creat estranyetes. Una anàlisi detallada va concloure que les col·lisions RHIC eren comparables a les que es produeixen de manera natural quan els raigs còsmics travessen el Sistema solar, de manera que ja hauríem vist un desastre com aquest si fos possible. RHIC funciona des de l'any 2000 sense incidents. S'han plantejat inquietuds similars sobre el funcionament del LHC al CERN però aquests temors són rebutjats com a exagerats pels científics, pels mateixos motius.
En el cas d'una estrella de neutrons, l'escenari de conversió sembla molt més plausible. Una estrella de neutrons és en cert sentit un nucli gegant (20 km de diàmetre), unit per la gravetat, però és elèctricament neutre i, per tant, no repel·leix electrostàticament les estranyetes. Si una estranyeta colpejava una estrella de neutrons, inicialment només en convertiria una petita regió, però aquesta regió creixeria i finalment consumiria tota l'estrella, creant una estrella estranya.

## Debat sobre la hipòtesi de la matèria estranya
La hipòtesi de la matèria estranya segueix sense demostrar-se. Cap recerca directa d'estranyetes en raigs còsmics o acceleradors de partícules ha observat una estranyeta. Si es pogués demostrar que algun dels objectes com les estrelles de neutrons té una superfície feta de matèria estranya, això indicaria que la matèria estranya és estable a pressió zero, la qual cosa justificaria la hipòtesi de la matèria estranya. Tanmateix, no hi ha proves sòlides de superfícies de matèria estranya a les estrelles de neutrons.
Un altre argument en contra de la hipòtesi és que, si fos cert, essencialment totes les estrelles de neutrons haurien d'estar fetes de matèria estranya i, en cas contrari, cap hauria de ser-ho. Fins i tot si inicialment només hi hagués unes poques estrelles estranyes, esdeveniments violents com les col·lisions aviat crearien molts fragments de matèria estranya volant al voltant de l'univers. Com que la col·lisió amb un únic estrany convertiria una estrella de neutrons en matèria estranya, totes, menys algunes de les estrelles de neutrons formades més recentment, ja haurien d'haver estat convertides en matèria estranya.
Aquest argument encara es subjecte de debat, però si fos correcte, mostrar que una antiga estrella de neutrons té una escorça de matèria nuclear convencional desmentiria la hipòtesi de la matèria estranya.
A causa de la seva importància per a la hipòtesi de la matèria estranya, hi ha un esforç en curs per a determinar si les superfícies de les estrelles de neutrons estan fetes de matèria estranya o de matèria nuclear estàndard. Actualment l'evidència afavoreix la matèria nuclear. Això prové de la fenomenologia dels esclats de raigs X, que s'explica bé en termes d'escorça de matèria nuclear, i de la mesura de vibracions sísmiques en magnetars.

## En la ficció
- Un episodi d’Odissea 5 va presentar un intent de destruir el planeta creant intencionadament estranyetes carregades negativament en un accelerador de partícules.[34]

- El docudrama de la BBC End Day presenta un escenari en què un accelerador de partícules explota a la ciutat de Nova York, creant una estranyeta i iniciant una reacció en cadena catastròfica que destrueix la Terra.

- La història A Matter Most Strange de la col·lecció Indistingible from Magic de Robert L. Forward tracta de la fabricació d'una estranyeta en un accelerador de partícules.

- Impact, publicat el 2010 i escrit per Douglas Preston, tracta d'una màquina alienígena que crea estranyes. Els estranys de la màquina impacten la Terra i la Lluna i hi passen a través.

- La novel·la Fobos, publicada l'any 2011 i escrita per Steve Alten com a tercera i última part de la seva trilogia Domini, presenta una història de ficció on es creen involuntàriament estranyetes a l'LHC i escapen tot destruint la Terra.

- A la novel·la de comèdia negra Humans de Donald E. Westlake de 1992, un Déu irritat envia un àngel a la Terra per provocar l'Harmagedon mitjançant l'ús d'una estranyeta creada en un accelerador de partícules per a convertir la Terra en una estrella quark.

- A la pel·lícula Quantum Apocalypse del 2010, una estranyeta s'acosta a la Terra des de l'espai.

- A la novel·la El lladre quàntic de Hannu Rajaniemi i la resta de la trilogia, les estranyetes s'utilitzen principalment com a armes, però durant un primer projecte per terraformar Mart, es va utilitzar un per convertir Fobos en un "sol" addicional.